# Rhynchosia madagascariensis
Rhynchosia madagascariensis är en ärtväxtart som beskrevs av René Viguier. Rhynchosia madagascariensis ingår i släktet Rhynchosia och familjen ärtväxter. Inga underarter finns listade i Catalogue of Life.